# Hasan Aliyev (académico)
Hasan Alirza oglu Aliyev (en azerí: Həsən Əlirza oğlu Əliyev; Gobernación de Elizavetpol, 15 de diciembre de 1907 – Bakú, 2 de febrero de 1993) fue científico azerbaiyano, académico de la Academia de Ciencias de la República Socialista Soviética de Azerbaiyán, Científico de Honor de la República Socialista Soviética de Azerbaiyán (1974).

## Biografía
Hasan Aliyev nació el 15 de diciembre de 1907 en pueblo Comardli. Su familia fue deportada a Najicheván después de la Genocidio de Marzo. En 1932 se graduó de la Universidad Estatal de Agricultura de Azerbaiyán. En 1935-1941 trabajó en el departamento de ciencias del suelo de la rama de Azerbaiyán de la Academia de Ciencias de la Unión Soviética. En 1939 se convirtió en miembro de la Sociedad Geográfica Rusa.
En 1941 se alistó en el ejército. En 1943, después de ser herido gravemente en la batalla, regresó a Bakú. En 1944 defendió su tesis y recibió el grado de Candidato en Ciencias Agrícolas. En 1949-1952 fue director del Instituto de Botánica la Academia de Ciencias de Azerbaiyán. En 1968-1987 trabajó como director del Instituto de Geografía de la Academia de Ciencias de Azerbaiyán. En 1975 fue elegido presidente de la Sociedad Geográfica de Azerbaiyán. En 1940-1985 publicó 751 obras.
Desde 1994 el Instituto de Geografía de la  Academia Nacional de Ciencias de Azerbaiyán y el Parque nacional Zangezur en la región de Ordubad de la República autónoma de Najicheván llevan el nombre de Hasan Aliyev.
Hasan Aliyev murió el 2 de febrero de 1993 y fue enterrado en el Callejón de Honor de Bakú.

## Premios y títulos
| - Medalla por la Defensa del Cáucaso (1944) - Medalla de los Trabajadores Distinguidos (1945) - Orden de la Estrella Roja (1945) - Medalla de la victoria sobre Alemania en la Gran Guerra Patriótica 1941-1945 (1946) - Orden de la Bandera Roja del Trabajo (1952) - Orden de la Insignia de Honor (1959) - Medalla Conmemorativa por el Centenario del Natalicio de Lenin (1970) - Científico de Honor de la República Socialista Soviética de Azerbaiyán (1974) | - Medalla Conmemorativa del 30.º Aniversario de la Victoria en la Gran Guerra Patria de 1941-1945 (1975) - Medalla al Trabajador Veterano (1977) - Orden de Lenin (1977) - Premio Estatal de la RSS de Azerbaiyán (1978) - Orden de la Revolución de Octubre (1982) - Orden de la Guerra Patria (1985) - Medalla Conmemorativa del 30.º Aniversario de la Victoria en la Gran Guerra Patria de 1941-1945 (1985) |